# Adrian Simion (politician)
Adrian Simion (n. 28 noiembrie 1954) este un fost senator român în legislatura 1990-1992 ales în județul Dâmbovița pe listele partidului FSN. Adrian Simion a fost membru în grupurile parlamentare de prietenie cu Republica Federală Germania și Republica Populară Chineză.